# Robert Matt

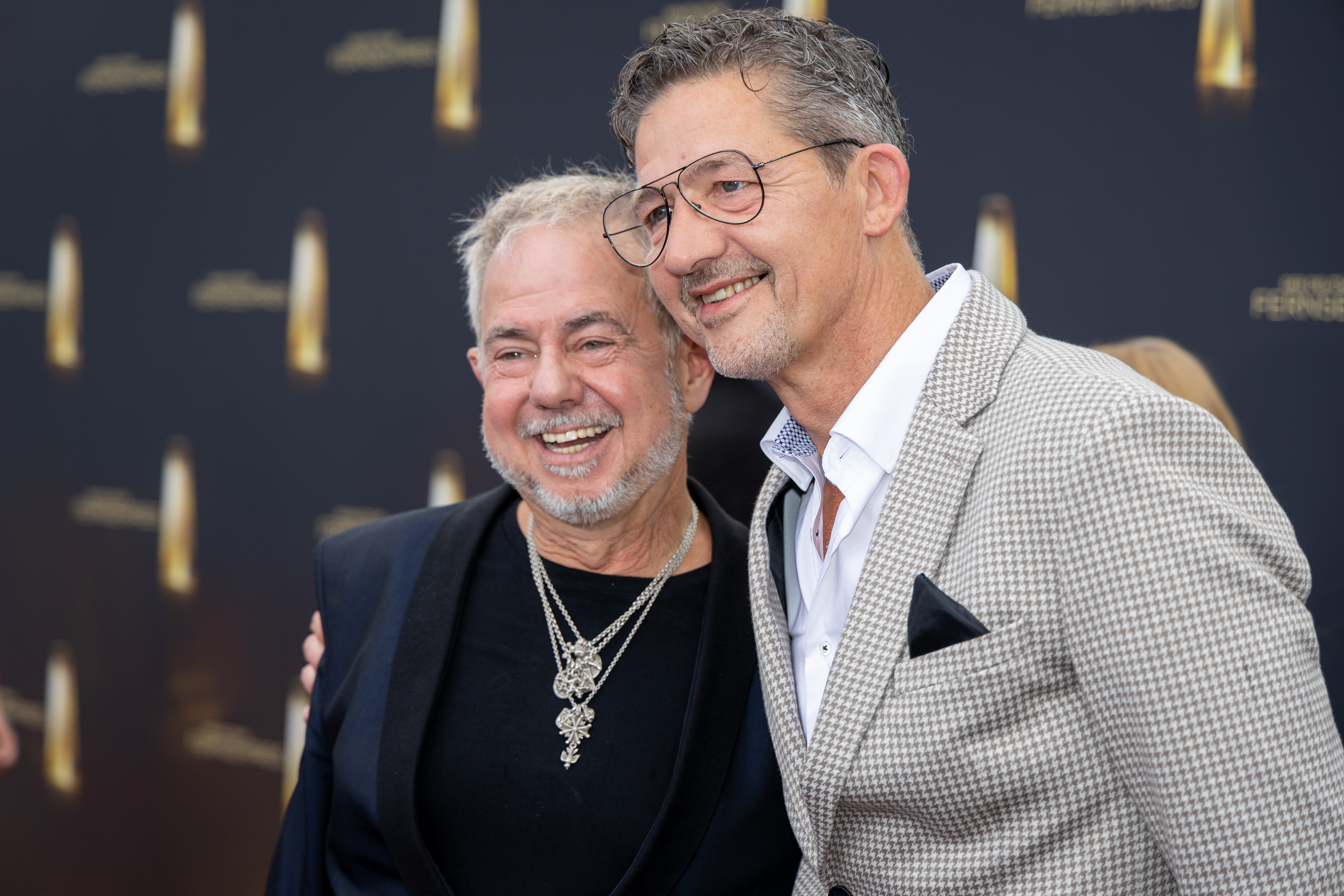
Robert Matt (rechts) mit Helmut Zerlett beim Deutschen Fernsehpreis 2022

Robert Matt (* 1967) ist ein Musiker (Komposition, Klavier, weitere Instrumente, Gesang) und Musikproduzent.

## Leben
Matt begann im Alter von zehn Jahren mit klassischem Klavierunterricht. Dann kam er ins Internat der Regensburger Domspatzen und trat deren Knabenchor in Regensburg bei. Mit 15 Jahren gewann er einen Pop-Wettbewerb und durfte anschließend nicht mehr im Solistenchor der Domspatzen mitsingen. Nach dem Abschluss der klassischen Ausbildung ging er nach Los Angeles, wo er an der Dick Grove School of Music studierte und ein Diplom in Jazz- & Pop-Piano und Arrangement erhielt. Zurück in Deutschland ging er nach Berlin.
Neben Annie Hilsberg war er Mitglied der Gruppe Yulara. Deren erste Single Flyin´ High war in den Top 10 der US NAC smooth jazz charts (Radiocharts – höchster Rang : Nr. 8 im März 2001), mehr als 200 Stationen in den USA spielten die Single mehr als 50.000 mal in 6 Monaten.
Am Anfang des Jahrtausends begann Matt mit der Jazzsängerin Jessica Gall zusammenzuarbeiten, die er später heiratete. Als Pianist wirkte er zudem für Marc Secara (Now and Forever). Er war auch für die Pet Shop Boys tätig und spielte mit Maceo Parker. Laut filmportal.de verfasste er die Musik für einige Spielfilme und trug auch zur Fernseh-Serie „Küstenwache“ bei. 2022 wurde er gemeinsam mit Helmut Zerlett für den Deutschen Fernsehpreis in der Kategorie Beste Musik Fiktion nominiert.
Matt ist überdies an der Musikschule Friedrichshain-Kreuzberg in der Leitung der Fachbereiche Popularmusik und Gesang aktiv.

## Werke
Alben von Yulara
- All Is One (Higher Octave Music 1994)
- Cosmic Tree (Higher Octave Music 1998)
- Future Tribe (Higher Octave Music 2000)
- Livin’ in Peace (Higher Octave Music 2003)

Single von Yulara:
- 'Flyin’ High

## Filmographie (Auswahl)
- 2000: Tokyo Love (Kurzfilm)
- 2001: Heidi M.
- 2006: Küstenwache (Fernsehserie, 2 Folgen)
- 2009: Hangtime – Kein leichtes Spiel
- 2015: Rico, Oskar und das Herzgebreche
- 2021: Faking Hitler (Fernsehsechsteiler)